# Pharao-Haus

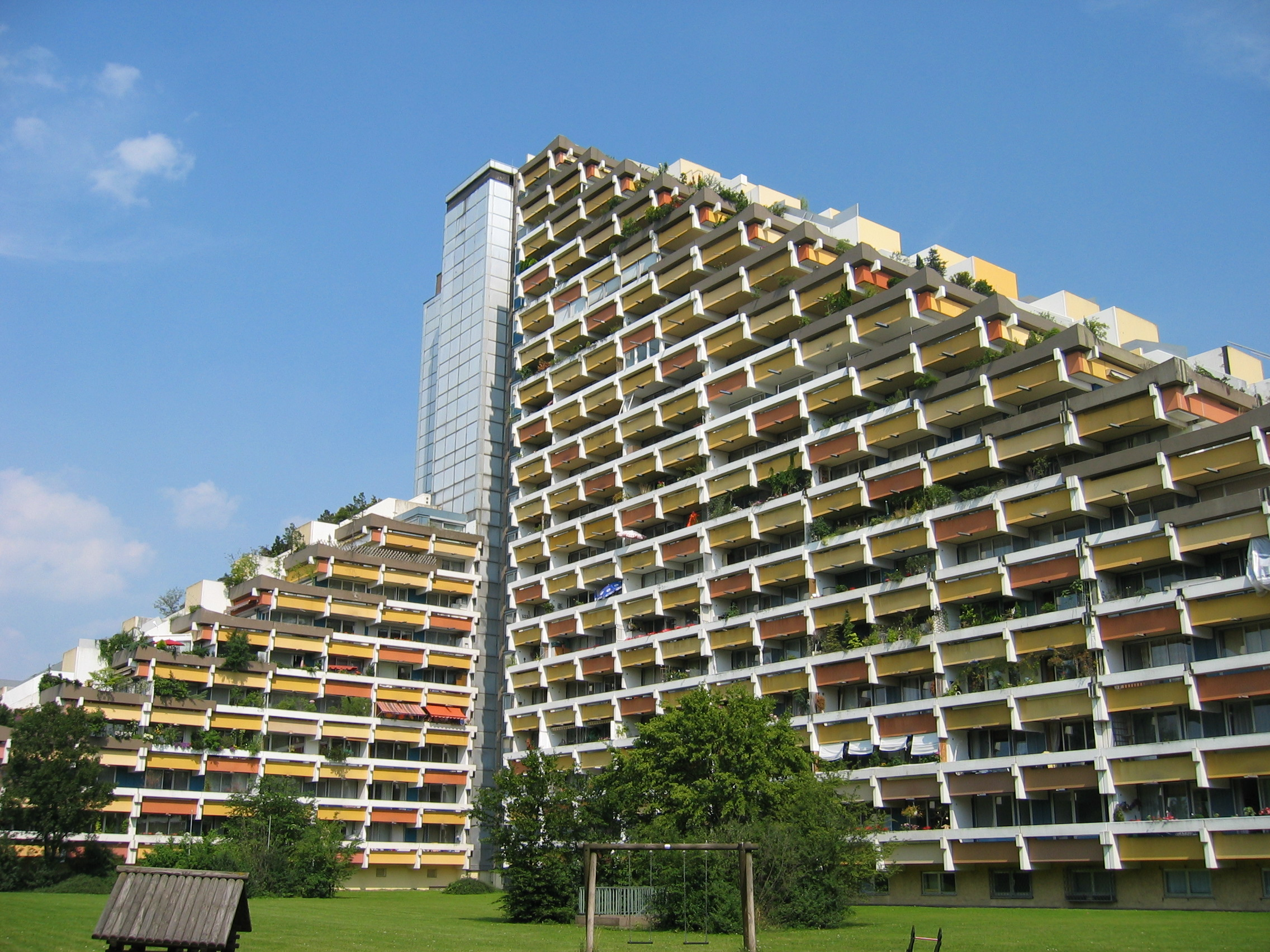
Ansicht von Westen

Das Pharao-Haus, von den Einheimischen kurz Pharao genannt, ist ein pyramidenförmiges Terrassenwohngebäude in München. Architekt des im Stil des Brutalismus errichteten „Pyramidenhochhauses“ war Karl Helmut Bayer. Das Gebäude stammt aus dem Jahr 1974.

## Lage
Das Pharao-Haus liegt im Münchner Stadtteil Oberföhring in dem Winkel zwischen der Effnerstraße und der Cosimastraße. Die Postanschrift lautet Fritz-Meyer-Weg 55, 81925 München.

## Beschreibung

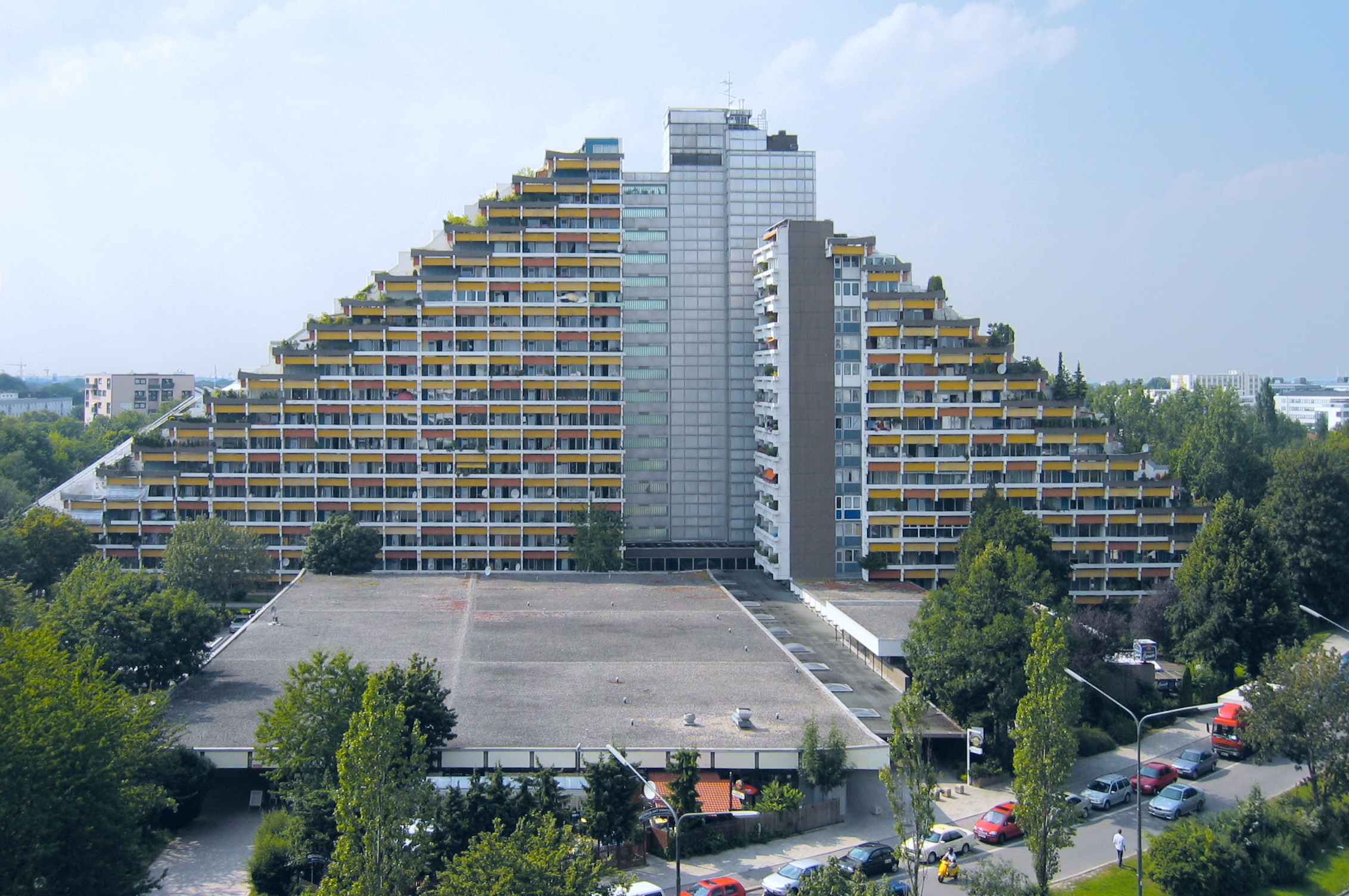
Ansicht von Osten

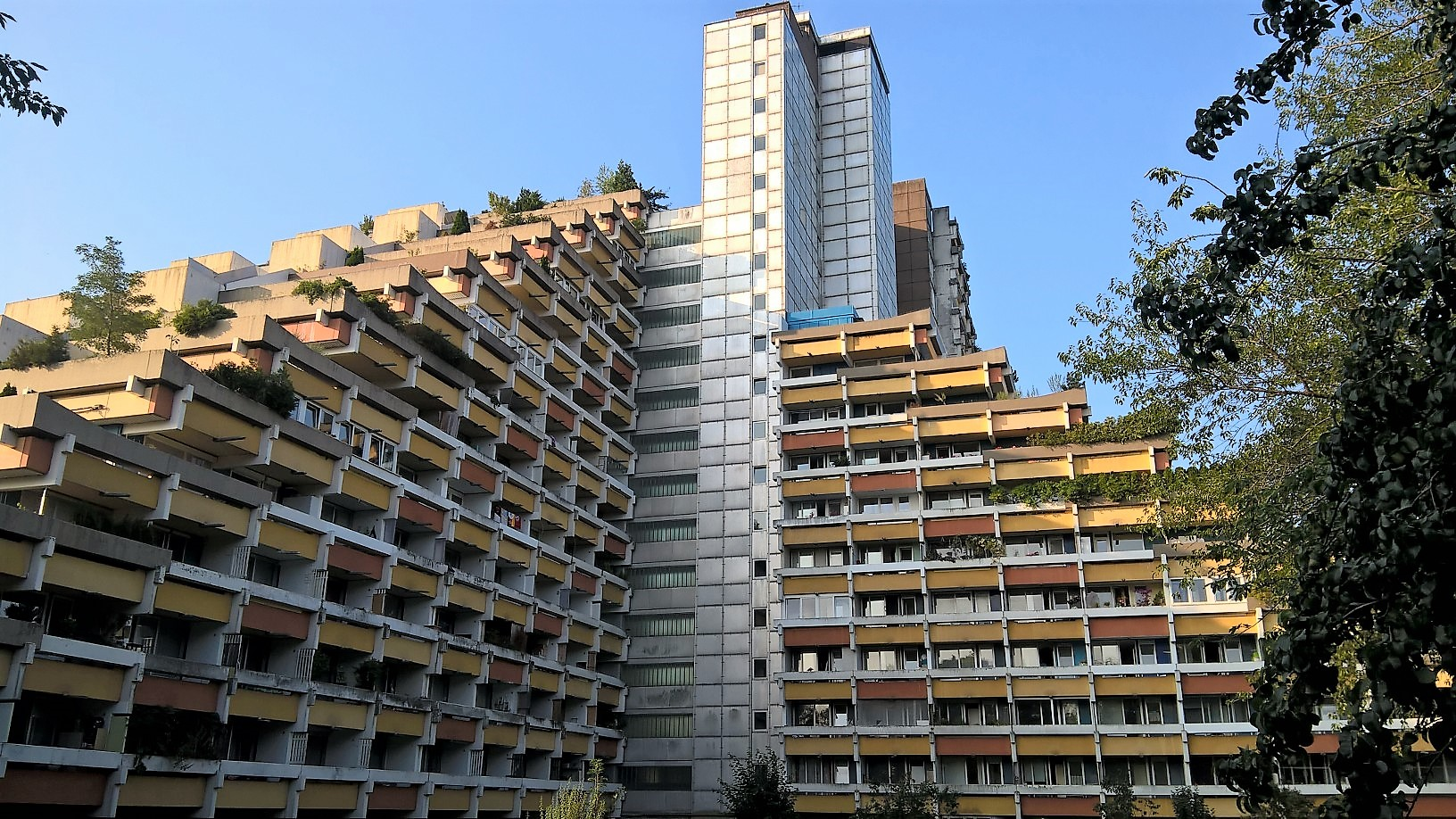
Ansicht von Nordosten

Das 1974 errichtete Gebäude enthält 400 Wohnungen. Es besteht aus drei rechtwinklig zueinander angeordneten Flügeln mit dreieckigem Aufriss. Der größte Flügel erstreckt sich über einer Grundfläche von etwa 20 × 80 Meter nach Südwesten und hat 18 Stockwerke. Der nach Nordosten weisende Flügel hat 14 Stockwerke und eine Grundfläche von etwa 20 × 60 Meter, der nach Nordwesten weisende 10 Stockwerke und eine Grundfläche von etwa 20 × 50 Meter. Nach Südosten erstreckt sich anstelle eines vierten Flügels ein großer Flachbau über etwa 40 × 70 Meter mit einem Ladenzentrum und mehreren gastronomischen Betrieben.
Die Wohnungen an den Flügelseiten sind sämtlich mit großen durchgehenden Balkonen ausgestattet, während die Wohnungen an den abgestuften Stirnseiten der drei Flügel jeweils über eine große Terrasse in Form einer Dachterrasse verfügen.
Von fern sieht das Gebäude wie eine ägyptische Pyramide aus, wodurch es seinen Namen erhielt. Einen ähnlichen dreiflügeligen Aufbau wie das Pharao-Haus hat der Fuchsbau in München-Schwabing, der jedoch erheblich kleiner ist.